# Cute Is What We Aim For
Cute Is What We Aim For – kwartet grający power pop. Zespół powstał w styczniu 2005 roku w Buffalo, New York i obecnie grają dla wytwórni Atlantic Records. W 2006 roku zadebiutowali albumem The Same Old Blood Rush with a New Touch wydanym przez Fueled by Ramen.

## Skład

### Aktualni członkowie
- Shaant Hacikyan – wokal
- Jeff Czum – gitara, pianino
- Fred Cimato – gitara basowa, gitara
- Tom Falcone – perkusja

### Byli członkowie
- Chris Flury – gitara
- Jack Marin – gitara basowa
- Seabass Heidinger – gitara basowa

## Dyskografia

### Albumy
- The Same Old Blood Rush with a New Touch (2006)
- Rotation (2008)

### Single
- There's a Class for This (2006)
- The Curse of Curves (2007)
- Practice Makes Perfect (2008)

### Składanki
- 2007 Warped Tour Compilation (2007)